# 米倉丹後守
米倉 丹後守（よねくら たんごのかみ）は、戦国時代から安土桃山時代にかけての武将。米倉重継とも。甲斐武田氏の家臣で足軽大将。武田家の譜代家老・甘利氏の同心のうち筆頭格の人物で、『寛永諸家系図伝』によれば、甲斐北西部に配置された武川衆の一員。

## 略歴
『甲陽軍鑑』によれば、丹後守は土豪の出身で、初めは二十人衆頭（旗本）の一人であったという。平山優は『甲陽軍鑑』に登場し、確実な史料で実在を確認できる武田家の足軽大将のうち、丹後守は甲斐出身者の甲斐衆のなかで最も身分の低い人物であったと推定している。
丹後守は武田家譜代家老の甘利虎泰・昌忠（信忠）の同心として活躍し、「武田法性院信玄公御代惣人数事」『甲陽軍鑑』によれば、永禄10年（1567年）に甘利信忠が死去した際に、信忠の子・信頼が幼少であったため名代を務めたという。『甲陽軍鑑』によれば、丹後守は城攻めに際して竹束を束ねて敵方の鉄砲から身を隠し、城際まで攻め入る戦術を考案したとする逸話を記している。
初見史料は天文14年（1545年）8月12日で、現在の山梨県笛吹市に鎮座する若宮八幡神社の拝殿再建棟札に名前が記載されているが、同史料には検討の余地が指摘される。天文16年（1547年）2月には山梨県韮崎市円野町下円井の宇波刀神社の本殿造立棟札に大本願として名が記され、こちらを確実な初見史料とする説もある。同年20日にも宇波刀神社の大本願を務めており、同地の地頭であった可能性が指摘される。
『寛永伝』によれば、天正3年（1575年）5月21日の長篠の戦いで死去する。『甲陽軍鑑』によれば、長篠の戦いでは武田側の布陣のうち左翼の山県昌景隊に甘利信頼と推定される「あまり衆」が属しており、同心として武川衆のうち米倉氏らが付属している。
『十輪院武田家過去帳』によれば、慶長13年（1608年）8月24日に子・種継により三十三回忌供養が営まれている。このときの戒名は「意慶空真禅定門居士」。